# フィーバーパックワールド
フィーバーパックワールドは、2001年9月にSANKYOが発売した、ナムコのパックマンが登場するパチンコ機のシリーズ名。CRフィーバーパックワールドSPとCRフィーバーパックワールドGPとフィーバーパックワールドDXの3機種がある。

## 概要
液晶型のデジパチ。世界的なキャラクターのパックマンとパチンコが融合。ゲームの世界をそのまま取り込んだ機種である。CR機2種類と、現金機1種類の3タイプが発売された。CR機は確変搭載タイプで、12種類ある大当たり図柄のうち、3･7･9･10･11･12図柄のいずれかで大当たりした場合に確変に突入する。現金機は大当たり図柄ごとに時短回数が決められおり、最大で200回転までの時短に突入する。
デジタル回転時に、画面下をパックマンとモンスターが毎回転通過する。通常時は毎回違うモンスターが、パックマンと共に通過するが、通常とは異なるパターンが出現するとチャンスとなる。このパックマンとモンスターの色の組み合わせなどで信頼度を示唆する予告演出が「パックシステム」である。パックシステムは、画面下の小さな演出で、デジタル回転時の数秒間の表示になるので見落とさないように注意が必要である。

## スペック
- CRフィーバーパックワールドSP
  - 賞球数 5&12&15
  - 大当たり最高継続 15R（10カウント）
  - 大当たり確率 1/315.5
  - 確変中大当たり確率　1/63.1
  - 確変突入率　1/2
  - 確変期間　10000回転まで/リミッターなし
- CRフィーバーパックワールドGP
  - 賞球数 5&12&15
  - 大当たり最高継続 15R（9カウント）
  - 大当たり確率 1/315.5
  - 確変中大当たり確率　1/63.1
  - 確変突入率　1/2
  - 確変期間　10000回転まで/リミッターなし
- フィーバーパックワールドDX
  - 賞球数 5&10&13
  - 大当たり最高継続 16R（10カウント）
  - 大当たり確率 1/209.5
  - 時短突入率　8/12
  - 時短回数

3･7　200回
9･10･11･12　100回
1･5　50回
2･4･6･8　0回

## 図柄
- 1
- 2
- 3
- 4
- 5
- 6
- 7
- 8
- 9
- 10
- 11
- 12

## 演出
パックシステム
デジタルが回転する度に画面下部ではパックマンとモンスターが表示され、左へと通過していく。通過するモンスターは4種類で、「アカベイ」「ピンキー」「アオスケ」「グズタ」のいずれかが出現するパターンや、全種類同時に出現するパターンなどがある。パックマンとモンスターの変化パターンは大きく分けて4種類あり、どのパターンが出現するかで、リーチ発生率と大当たり信頼度が変化する仕組みとなっている。

- 同色パターン

同色モンスターが連続通過する。出現頻度は高い。
- 4匹パターン

4種類のモンスター全てが出現する。リーチ発展時の大当たり信頼度は高めである。
- パワーエサパターン

モンスターがイジケモンスターになり、パックマンに追跡されるパターン。リーチ発展時の大当たり信頼度は同色パターンより高い。
- 一旦停止パターン

パックマンと追跡しているモンスターが停止するパターン。リーチに発展したら100%大当たりとなる。

パックシステムの特性を活かしたリーチ判別法も存在する。通常は、デジタル回転と同時にパックマンが出現するが、回転時間短縮機能がはたらく保留3〜4消化時にパックシステムの作動がいつもより遅れた場合はリーチ確定となる。必ずリーチに発展するわけではない4匹パターンも、先頭のモンスターの色が1つ前の変動時に出現したモンスターの色と同じだった場合は、高確率でリーチに発展するなどの判別法がある。
予告アクション
- 背景予告

ノーマルリーチ中に出現。壁が黒くなる「黒背景」と、パックマンが光る「光り」、背景がカラーになる「エンブレム」の3通りある。
背景予告の中では、エンブレムが最も大当たりに期待ができる。
- サウンド予告

デジタル回転開始時に、「ホワン…」と音がする。リーチに発展すれば期待できる演出である。
- ランプ予告

デジタル上のパックマンが点灯すれば大当たり確定となる。出現率は低めである。

リーチアクション
リーチアクションは、ゲームの世界をそのままリーチ演出にしているものが多い。スーパーリーチへの発展は、一部を除きノーマルから発展するのが基本形となる。リーチが最終形まで発展してハズレの場合でも、そこから復活して大当たりするパターンも多いので、次の回転が始まるまでは期待が持てる仕様となっている。
- ノーマルリーチ

スーパーリーチに発展する前の基本形となるリーチ。
- ロングリーチ

ノーマルがハズれた後、再始動して発展することがある。背景が銀色に変化するが、このままでは大当たりの期待度は低い。
銀色から金色まで発展したら信頼度がアップする。背景が金色になると、中出目がゆっくりになり、必ず大当たり図柄付近まで進行する。
- 分裂リーチ

ノーマルがハズれた後、パックマンが画面中央を横切り、図柄を分裂させて有効ラインを5つに増やす。縦でも斜めでも図柄が一直線に揃えば大当たりとなる。
一旦ハズレで停止しても、再び動き出すことがあり、2度目、3度目と動けば動くほど信頼度が増す。
- 冒険系リーチ（岩のステージ）

画面が崖のステージに変化。パックマンが大当たり図柄を目指して次々と障害をクリアしていく。
谷に落ちそうになっても、傘をさして助かり大当たりするパターンもある。
- 冒険系リーチ（氷のステージ）

ツルツルと滑る氷のステージに画面が変化。パックマンが大当たり図柄を目指して障害をクリアしていく。
隙間に落ちても、復活して大当たりになる場合もある。
- サーフィンリーチ

海へと画面が変わり、パックマンがサーフボードに乗って登場する。大当たり図柄までサーフボードから落ちなければ大当たりとなる。
- 巨大パックマンリーチ

出現した時点で確変大当たりが確定するプレミアムアクション。
ノーマルがハズれた後、巨大化したパックマンが登場することがある。
巨大化したパックマンが画面の図柄を食べ尽くした後、確変図柄揃いが表示される。
- パワーアップリーチ

ノーマルを経由して発展するパターン2通りと、ノーマルを経由しないで発展するパターンが1通りある。
ノーマルを経由するパターンは、テンパイ図柄がモンスター図柄のいずれかでハズれた場合と、中出目にモンスター図柄が停止してハズれた場合である。ノーマルを経由しないパターンは左右に異なるモンスター図柄が停止した時である。
このいずれかのパターンで図柄が停止した後に、パックマンが突然登場することがあり、パワーエサを食べる。ゲーム同様に青いイジケモンスターへと変化し、図柄が進み出す。
パワーアップには赤と緑、2種類のテロップの色があり、大当たり図柄が1/4と3/4の場合がある。大当たり信頼度が高いのは赤テロップで3/4のパターンである。
図柄停止時に全てモンスター図柄で停止して発展した場合は、大当たり確定のパターンで、全回転アクションに発展する。
冒険系リーチで、スタート地点にMr.パックマンではなくドラムくんが出現した場合はプレミアムパターンで、大当たりが確定する。
チャンス目アクション
図柄の左中がゾロ目で右がそのプラス1（112等）のような形の出目で停止した時、そこから演出がさらに発展する。保留玉1個で2〜3回転するアクションで、特定の出目が停止した後に、デジタルが再び回転する。2回転目で停止するパターンが多いが、3回転目に突入すれば期待大の演出である。チャンス目停止後に、発展せずにハズれてしまうこともある。
出目停止後に作動した時点で、大当たりが確定するプレミアムパターンの特殊な出目も存在する。
- 765（ナムコ）
- 394（サンキョー）

再抽選アクション
再抽選には、フィーバーもののけと同様のジャンプアップシステムが採用されている。
図柄チェンジ1回目の時に、最初の大当たり図柄より大きな数字の図柄に変更されれば、2回目で昇格の期待が高まる。